# اصل
اصل
در لغت به معنای ریشه و بن است دربرابر فرع که شاخه وبر است
اصل، گزاره یا ارزشی است که راهنمای رفتار یا ارزیابی است. در حقوق، این قاعده ای است که باید رعایت شود یا معمولاً باید رعایت شود. می‌توان آن را به‌طور مطلوب دنبال کرد، یا می‌تواند پیامد اجتناب‌ناپذیر چیزی باشد، مانند قوانین مشاهده شده در طبیعت یا روشی که یک سیستم ساخته می‌شود. اصول چنین سیستمی توسط کاربران آن به عنوان ویژگی‌های اساسی سیستم یا منعکس کننده هدف طراحی شده سیستم درک می‌شود و در صورت نادیده گرفتن هر یک از اصول، عملکرد یا استفاده مؤثر از آن غیرممکن خواهد بود.
نمونه‌هایی از اصول عبارتند از
- آنتروپی در تعدادی از زمینه‌ها
- کمترین عمل در فیزیک
- اصول توصیفی جامع و اصولی:
- آموزه‌ها یا مفروضاتی که قواعد رفتاری هنجاری را تشکیل می‌دهند
- جدایی کلیسا از دولت در حکومت‌داری
- جزم اصلی زیست‌شناسی مولکولی
- انصاف در اخلاق و غیره

## تبارشناسی فلسفی
این واژه در زبان محاوره یونانی و لاتینی به دو معناست: آغاز و سلطه. اما ظاهراً لحاظ کردن هرگونه نسبتی میان این دو معنا کار قدما نبوده‌است (یعنی برای مثال، اصل به خاستگاهی گفته شده باشد که علاوه بر نقطه آغاز بودنش، همچنان سلطه خود را بر نتایج حاصل از خودش، حفظ کند). از سوی دیگر، این احتمال وجود دارد که چون کاربرد سیاسی این واژه در بدو امر، تنها بیانگر نوع خاصی از تقدم، یعنی تقدم رتبی بوده‌است، در گره خوردن تصور تقدم زمانی با تصور تأثیر علی و حتی تصور غایتمندی، دخیل بوده باشد. برخلاف گفته ارسطو، کاربرد معنای زمانی Ἀρχή مقدم بر کاربرد معنای مکانی آن (پایان یک راه، مرز) بوده و معنای مکانی این واژه، متفرع از معنای زمانی آن است و بنابراین، رواج استعمال این لفظ در فلسفه به معنای مجازی مبنا یا چیزی زیر نهاده، نمی‌توانسته منتج از کاربرد آن در معنای مکانی بوده باشد. ارسطو دربارهٔ قلمروهای گوناگون کاربرد این مفهوم، در فصل اول از کتاب چهارم مابعدالطبیعه، که به منزله فرهنگنامه فلسفی اوست، بحث مفصلی به عمل آورده‌است. اما این بحث گزارش گونه از یک سو، برای طرح کاربردهای آتی این واژه نزد خود وی برگزار شده‌است، و از سوی دیگر، او طوری به طرح برداشتهای شخصی خود از کاربردهای گذشته این واژه می‌پردازد که دشوار، بتوان آن را تحت عنوان شاهد تاریخی کاربرد فلسفی آرخه تا زمان وی، مورد استناد قرار داد.

## تعریف
بود.
اصول:
- بنیادین،
- اصولی،

## انواع اصول در علوم گوناگون

### جامعه‌شناسی
- اصل پارتو

### اخلاق
- اصل عدم تجاوز

### حقوق بین‌الملل
و و.
- اصل ولادت مطهر
- اصل عدم توسل به زور
- اصل حل مسالمت‌آمیز اختلافهای بین‌المللی
- اصل عدم مداخله در امور داخلی
- اصل همکاری بین‌المللی
- اصل برابری حقوق و خودگردانی خلقها
- حق خلقها برای تعیین سرنوشت خویش
- اصل برابری حاکمیت دولتها
- اصل اجرای صادقانهٔ تعهدات بین‌الملل
- اصل تمامیت ارضی کشورها
- اصل خلل ناپذیری مرزها
- اصل احترام به حقوق بشر

### حقوق
- اصل اباحه
- اصل استصحاب
- اصل برائت
- اصل لزوم

### ریاضی
- اصل استقرا
- اصل هوزیتا-هاتوری

### ژنتیک
- اصل هاردی-وینبرگ

### فقه
- اصل اباحه
- اصل استصحاب
- اصل برائت
- اصل لزوم

### فلسفه
- اصل انسان‌نگر
- اصل عدم (یادآوری: این اصل در نظر بسیاری از فلاسفه پذیرفته نیست؛ چرا که چیزی از نیستی، هست نمی‌شود )

### فیزیک
- اصل احتیاطی
- اصل برهم‌نهی
- اصل پلی‌فیر
- اصل تمام‌نگاری
- اصل عدم قطعیت
- اصل فرما
- اصل لانداوه
- اصل نسبیت
- اصل هم‌خوانی
- اصل هم‌ارزی
- اصل هویگنس

### کیهان‌شناسی
- اصل کوپرنیکی
- اصل کیهان‌شناختی

### معرفت‌شناسی
- اصل همدلی

### منطق
- اصل دلیل کافی
- اصل طرد ثالث
- اصل موضوع

### هندسه
- اصل توازی اقلیدسی
- اصل توازی هذلولوی
- اصل موضوع گسترش
- اصل موضوع زوج سازی
- اصل موضوع اجتماع
- اصل موضوع تصریح
- اصل خوش‌ترتیبی
- اصل موضوع مجموعه تهی
- اصل موضوع مجموعه توانی